# 談經
談經（宣德三年—天順八年二月初九，即1428年—1464年），字天章，號味淡，直隸常州府無錫縣人，明朝政治人物。同進士出身。

## 生平
景泰元年（1450年）庚午科應天府鄉試第十八名。天順四年（1460年）庚辰科會試第四十二名，殿試登進士第三甲第五十四名。

## 家族
曾祖談禮。祖父談紹，贈監察御史。父亲談復。弟談綱官至南京刑部主事，姪女談允賢為女名醫。